# The JOJOLands

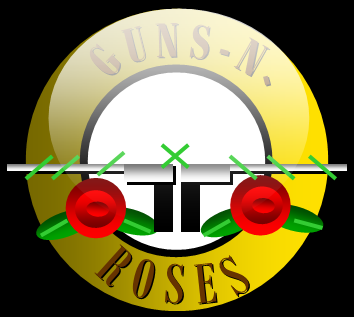
logo de la banda guns n roses, la cual es referenciada en el stand del protagaonista (Jodio Joestar - November Rain)

The JOJOLands (Japonés: ザ・ジョジョランズ, Hepburn: Za JoJoranzu) es una serie de manga escrita e ilustrada por Hirohiko Araki, y es la novena parte de la serie JoJo's Bizarre Adventure. Ambientada en Hawái en la década de 2020, sigue a Jodio Joestar, un estudiante de secundaria enfocado en convertirse en millonario. Está serializado por Shueisha en la revista de manga seinen Ultra Jump desde el 17 de febrero de 2023.
The JOJOLands representa la tercera parte de la serie ubicada en el universo de Steel Ball Run. A día de hoy se teoriza que es la contraparte de Vento Aureo, la quinta parte del universo original, debido a sus temáticas sobre criminales, pandillas y organizaciones criminales/corruptas.

## Argumento
Jodio Joestar es un estudiante de secundaria que vive con su familia en Oahu, Hawái, con la intención de enriquecerse a través de los "mecanismos" de la vida diaria. Trabajando junto a su hermano/a Dragona y su compañero de clase cleptómano Paco Laburantes, Jodio es dirigido en las actividades de pandillas por su directora, Meryl May Qi.

## Personajes
- Jodio Joestar[a] es un gánster de secundaria de 15 años que vive con su familia en Oahu, Hawái. Usando su stand, November Rain,[b] Jodio puede generar gotas de lluvia localizadas con fuerza aplastante.
- Dragona Joestar[c] es el hermana (transgénero) de Jodio de 18 años. Además de operar en su pandilla, Dragona trabaja en una boutique de moda y mantiene una apariencia femenina. Su stand, Smooth Operators,[d] consiste en pequeños robots capaces de desplazar cualquier cosa.
- Paco Laburantes[e] es un compañero de clase de Jodio de 19 años y parte de su pandilla. Su stand, The Hustle,[f] es capaz de abultar sus músculos para agarrar objetos sin usar las manos.
- Usagi Alohaoe[g] es un compañero de clase de Jodio de 17 años que participa en el robo del diamante a pedido de Meryl Me Qi. También es uno de los clientes más frecuentes de Meryl, lo que hace que sus otros cómplices lo descarten como un adicto y un estorbo. Usando su stand, The Mattekudasai,[h] puede usar un objeto existente para transformarlo en lo que alguien más quiere que sea, excluyendo sus propios deseos.
- Meryl Mei Qi[i] es la directora de la escuela de Jodio y dueña de una boutique de moda, quien también es la jefa de Jodio y sus compañeros de clase. Ella les indica que roben un diamante de un turista japonés entonces desconocido que visita las islas.
- Barbara Ann Joestar[j] es la madre de Jodio y Dragona Joestar. Gracias al apoyo de sus hijos, todos la respetan y la ayudan cuando es necesario.
- Rohan Kishibe[k] es un exitoso mangaka japonés que visita Hawái para unas vacaciones de 15 días. Jodio y sus compañeros de clase tienen la tarea de robar el diamante de su villa. Al igual que su contraparte original en Diamond Is Unbreakable y Así habló Kishibe Rohan, maneja el Stand Heaven's Door,[l] que le permite convertir temporalmente seres vivos en libros en los que puede leer o escribir comandos libremente.
- Charmingman*

## Producción

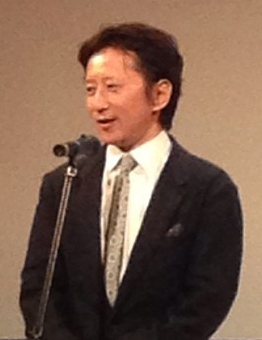
Hirohiko Araki, creador del manga.

The JOJOLands está escrito e ilustrado por Hirohiko Araki y fue anunciado en la edición de septiembre de 2021 de Ultra Jump que finalizó la parte anterior, JoJolion. Inicialmente descrito como centrado en los descendientes de Joseph Joestar del universo alternativo, se estrenó en Ultra Jump de Shueisha el 17 de febrero de 2023.
Actualmente la serie está siendo publicada en [España] por la editorial [Ivrea].

## Lanzamiento

### Volúmenes
| - 1. «Partida» (出発 (DEPARTURE), Shuppatsu (Depāchā)) - 2. «South King Street» (サウス・キング・ストリート, Sausu Kingu Sutorīto) - 3–4. «La Villa en la Isla de Hawái (1~2)» (ハワイ島の別荘 その①〜②, Hawai-shima no Bessō Sono 1~2) | - 1. «Mechanism» (仕組み, Mekanizumu) - 2. «El Hombre Japonés en la Isla de Hawái» (ハワイ島にいる日本人, Hawai-tō ni Iru Nihonjin) - 3. «Encuentren el Diamante en la Mansión» (豪邸にあるダイヤを探せ, Gōtei ni aru Daiya o Sagase - 4. «Vs. Rohan Kishibe» (vs.岸辺露伴, Bāsasu Kishibe Rohan) |

| - 5. «“Levántate”» (『上って行け』, “Nobotte Ike”) - 6–8. Monte Hualalai – Cat Size (1~3) (フアラライ山 - キャット・サイズ その①〜③, Fuararai-san - Kyatto Saizu Sono 1~3) | - 5. «November Rain» (11月の雨, Nōbenbā Rein) - 6–7. «Guerra en la Jungla (1~2)» (ジャングルの攻防 その①〜②, Janguru no Kōbō Sono 1~2) - 8. «Vayamos a Mirar Relojes de Lujo» (高級時計を見に行こう, Kōkyūdokei o Mi ni Ikou) |

| - 9–11. «Kailua-Kona – Tiempo de Espera del Vuelo (1~3) (カイルア・コナ - フライト待ち時間 その①〜③, Kairua Kona - Furaito Machijikan Sono 1~3) - 12. «Charming Man» (チャーミング・マン, Chāmingu Man) | - 9. «El Dueño de la Roca de Lava» (溶岩の持ち主, Yōgan no Mochinushi) - 10–11. «The Hustle (1~2)» (THE ハッスル その①〜②, Za Hassuru Sono 1~2) - 12. «Su Nombre Es “Charmingman”» (その名も“チャーミングマン”, Sono na mo “Chāminguman”) |

| - 13. «Hermanos Joestar» (ジョースター兄弟, Jōsutā Kyōdai) - 14-15. «A por los 5 mil millones de dolares (1~2)» (その価値５００億ドルを狙え その①〜②, Sono Kachi 500 Oku-Doru o Nerae Sono 1~2) - 16. «Lulu de Bags Groove (1)» (バグス・グルーヴのルルちゃん その①, Bagusu Gurūvu no Ruru-chan Sono 1) | - 13. «“El Evento Absurdo Que Me Ocurrió Ese Año”» (“その年わたしに起こった不条理な出来事”, “Sono Toshi Watashi ni Okotta Fujōri na Dekigoto”) - 14. «El Registro de Propiedad del Estado de Hawái» (ハワイ州土地登記所, Hawai-shū Tochi Tōkijo) - 15. «Bigmouth Strikes Again» (ビッグマウス・ストライクス・アゲイン, Biggumausu Sutoraikusu Agein) - 16. «El Bags Groove de aquella chica (1)» (あの娘のバグス・グルーヴ その①, Ano Musume no Bagusu Gurūvu Sono 1) |

| - 17. «El Bags Groove de aquella chica (2)» (あの娘のバグス・グルーヴ その②, Ano Musume no Bagusu Gurūvu Sono 2) - 18. «El Bags Groove de aquella chica (3)» (あの娘のバグス・グルーヴ その③, Ano Musume no Bagusu Gurūvu Sono 3) - 19. «Dias de gloria (1)» (グローリー・デイズ その①, Gurōrī Deizu Sono 1) - 20. «Dias de gloria (2)» (グローリー・デイズ その②, Gurōrī Deizu Sono 2) |